# Rachel Pollack
Rachel Grace Pollack, nata Richard A. Pollack (New York, 17 agosto 1945 – Rhinebeck, 7 aprile 2023), è stata una scrittrice e fumettista statunitense.

## Biografia
Rachel Pollack nacque a Brooklyn in seno a una famiglia ebraica come Richard A. Pollack; con questo nome pubblicò la sua prima storia di fantascienza, Pandora's Bust, nel 1972. Durante la sua permanenza nei Paesi Bassi, subì un intervento chirurgico per cambiare il proprio sesso, diventando donna e cambiando legalmente il proprio nome in Rachel Grace Pollack. Proprio il tema della transessualità, insieme a quelli delle mestruazioni e dell'identità sessuale, saranno molto presenti nelle opere successive.
Grazie al suo terzo romanzo, Unquenchable Fire (1988), la Pollack si aggiudicò l'Arthur C. Clarke Award, assegnato al miglior romanzo di fantascienza pubblicato in Inghilterra. Il suo quarto romanzo, Temporary Agency (1994),  fu nominato per il Nebula Award e per il Mythopoeic Award del 1995, e venne anche selezionato per il Tiptree, mentre Godmother Night (1996) vinse il World Fantasy Award nel 1997, fu selezionato per il James Tiptree Jr. Award e fu nominato per un Lambda Literary Award per la letteratura transgender. Questi romanzi, appartenenti al filone del realismo magico, esplorano mondi intrisi di elementi tratti da una serie di tradizioni, fedi e religioni. Molti dei suoi romanzi sono ambientati in una realtà alternativa che ricorda l'America moderna, dove però magia e rituali, religione e taumaturgia sono la norma.
Durante il periodo compreso tra il 1993 ed il 1995 intraprese la carriera da fumettista, pubblicando la sua serie di numeri 64-87 sul fumetto Doom Patrol, continuazione di una striscia degli anni '60 che era diventata celebre grazie a Grant Morrison. Le fu assegnata la serie nel 1993 dopo che lei incontrò l'editore Tom Peyer a una festa, dicendogli che era l'unico fumetto mensile che avrebbe voluto scrivere in quel momento e inviandogli un esempio; al fine di convincere l'editore, gli scrisse una serie di lettere con cadenza mensile che, in seguito all'assegnazione del fumetto, furono pubblicate all'interno dei numeri di Doom Patrol. Nel 1995 il fumetto venne cancellato. 
Oltre a Doom Patrol, la Pollack scrisse i numeri dell'antologia Vertigo Visions con Brother Power the Geek (1993) e Tomahawk (1998), i primi 11 numeri del quarto volume di New Gods (1995) e la serie da cinque numeri Time Breakers (1996) per Helix.
Gli interessi della Pollack si concentrarono anche sui tarocchi e sull'occulto: la sua opera più celebre in questo campo è Salvador Dali's Tarot (1985), al cui interno sono presenti illustrazioni a colori di ogni carta del mazzo di Tarocchi di Salvador Dalí e il relativo commento dell'autrice. Inoltre la Pollack creò il suo mazzo di tarocchi personale, Shining Woman Tarot (o Shining Tribe Tarot in una versione aggiornata) e contribuì alla creazione del Vertigo Tarot Deck con l'illustratore Dave McKean ed il fumettista Neil Gaiman. Era considerata una dei maggiori studiosi del settore: per 32 anni tenne seminari con l'autrice di tarocchi Mary K. Greer presso l'Omega Institute, a Rhinebeck, New York. Tenne seminari per diversi anni in California in collaborazione con Greer e condusse un seminario con Johanna Gargiulo-Sherman su tarocchi e abilità psichica. Tenne inoltre simposi presso il LATS (Los Angeles Tarot Symposium), il BATS (Bay Area Tarot Symposium) e il Readers Studio.
Insegnò scrittura creativa al Goddard College, e inglese alla State University di New York.
Rachel Pollack è morta nel 2023 per un linfoma.

## Opere

### Libri di occultismo e divinazione
- Salvador Dali's Tarot (1985)
- Tarot (1986)
- Teach Yourself Fortune Telling (1986)
- The Haindl Tarot (1990)
- The Haindl Tarot: the Major Arcana (1990)
- The New Tarot (1990)
- Tarot Readings and Meditations (1991)
- The Journey out (1995)
- The Body of the Goddess (1997)
- Seventy-Eight Degrees of Wisdom (1998)
- The Power of Ritual (2000
- The Shining Tribe Tarot (2001)
- The Shining Tribe Tarot, Revised and Expanded (2001)
- Complete Illustrated Guide to Tarot (2002)
- The Forest Of Souls: A Walk Through The Tarot (2002)
- The Kabbalah Tree (2004)
- Seeker (2005)

### Romanzi
- Golden Vanity (1980)
- Alqua Dreams (1987)
- Unquenchable Fire (1988)
- Temporary Agency (1994)
- Godmother Night (1996)
- A Secret Woman (2002)
- The Fissure King: A Novel in Five Stories (2017)

### Fumetti
- Doom Patrol, nn.64-87 (1993-1995)
- Nuovi Dei (New Gods), nn. 1-11 (1995-1996)
- Time Breakers, nn. 1–5 (1995)
- Tomahawk (1998)